# چین دنی–مورگان
چین دنی–مورگان (انگلیسی: Dennie–Morgan fold) یا خط دنی–مورگان یا چین زیر پلک چین یا خطی در پوست زیر پلک پایینی است. چین دنی–مورگان ممکن است یک ویژگی قومی/ژنتیکی باشد، اما در یک مطالعه معلوم شد که در ۲۵٪ از بیماران مبتلا به درماتیت آتوپیک هم رخ می‌دهد. طبق یک پژوهش مشخص شد که حضورِ چین‌های دنی–مورگان می‌تواند یک نشانگر تشخیصی برای آلرژی باشد،که طبق یک مطالعه، برای درماتیت آتوپیک حساسیت ۷۸٪ و ویژگی ۷۶٪ دارد و البته مطالعه دیگری هم نشان داد که چین دنی–مورگان در درماتیت آتوپیک اهمیت تشخیصی دارد. چین دنی–مورگان را چارلز کلیتون دنی و دیوید بی. مورگان در سال ۱۹۴۸ توصیف کردند.
پاتوفیزیولوژی این پدیده نامشخص است. یک مکانیسم پیشنهادی این است که اسپاسم مداوم ماهیچه نگهدار بالایی و ادم پوست ممکن است به دلیل هیپوکسی ناشی از گردش خون ناکافی باشد.
چین دنی–مورگان را نباید با تیرگی آلرژیک زیر چشم اشتباه گرفت که تغییر رنگ کبود-خاکستری زیر چشم در افراد مبتلا به آلرژی است و دلیلش، تجمع خون و سایر مایعات در شیار زیرچشمی در اثر گرفتگی بینی است.